# Campionat d'escacs d'Islàndia
El campionat d'escacs d'Islàndia és un torneig d'escacs estatal d'Islàndia per determinar el campió del país.

## Quadre d'honor masculí
| Any   | Guanyador                  |
| ----- | -------------------------- |
| 1913  | Pétur Zóphóniasson         |
| 1914  | Pétur Zóphóniasson         |
| 1915  | Pétur Zóphóniasson         |
| 1916  | Pétur Zóphóniasson         |
| 1917  | Pétur Zóphóniasson         |
| 1918  | Eggert Gilfer              |
| 1919  | Stefán Olafsson            |
| 1920  | Eggert Gilfer              |
| 1921  | Stefán Olafsson            |
| 1922  | Stefán Olafsson            |
| 1923  | Friman Olafsson            |
| 1924  | Sigurdur Jónsson           |
| 1925  | Eggert Gilfer              |
| 1926  | Sigurdur Jónsson           |
| 1927  | Eggert Gilfer              |
| 1928  | Einar Thorvaldsson         |
| 1929  | Eggert Gilfer              |
| 1930  | Hannes Hafstein            |
| 1931  | Ásmundur Ásgeirsson        |
| 1932  | Jón Gudmundsson            |
| 1933  | Ásmundur Ásgeirsson        |
| 1934  | Ásmundur Ásgeirsson        |
| 1935  | Eggert Gilfer              |
| 1936  | Jón Gudmundsson            |
| 1937  | Jón Gudmundsson            |
| 1938  | Baldur Möller              |
| 1939* | Baldur Möller              |
| 1940  | Einar Thorvaldsson         |
| 1941  | Baldur Möller              |
| 1942  | Eggert Gilfer              |
| 1943  | Baldur Möller              |
| 1944  | Ásmundur Ásgeirsson        |
| 1945  | Ásmundur Ásgeirsson        |
| 1946  | Ásmundur Ásgeirsson        |
| 1947  | Baldur Möller              |
| 1948  | Baldur Möller              |
| 1949  | Gudmundur Arnlaugsson      |
| 1950  | Baldur Möller              |
| 1951  | Lárus Johnsen              |
| 1952  | Friðrik Ólafsson           |
| 1953  | Friðrik Ólafsson           |
| 1954  | Gudmundur S Gudmundsson    |
| 1955* | Gudmundur S Gudmundsson    |
| 1956  | Ingi Randver Jóhannsson    |
| 1957  | Friðrik Ólafsson           |
| 1958  | Ingi Randver Jóhannsson    |
| 1959  | Ingi Randver Jóhannsson    |
| 1960  | Freysteinn Thorbergsson    |
| 1961  | Friðrik Ólafsson           |
| 1962  | Friðrik Ólafsson           |
| 1963  | Ingi Randver Jóhannsson    |
| 1964  | Helgi Ólafsson sr.         |
| 1965  | Guðmundur Sigurjónsson     |
| 1966  | Gunnar Kristinn Gunnarsson |
| 1967  | Björn Thorsteinsson        |
| 1968  | Guðmundur Sigurjónsson     |
| 1969  | Friðrik Ólafsson           |
| 1970  | Olafur Magnússon           |
| 1971  | Jón Kristinsson            |
| 1972  | Guðmundur Sigurjónsson     |
| 1973  | Olafur Magnússon           |
| 1974  | Jón Kristinsson            |
| 1975  | Björn Thorsteinsson        |
| 1976  | Haukur Angantýsson         |
| 1977  | Jón Arnason                |
| 1978  | Helgi Ólafsson             |
| 1979  | Ingvar Ásmundsson          |
| 1980  | Jóhann Hjartarson          |
| 1981  | Helgi Ólafsson             |
| 1982  | Jón Arnason                |
| 1983  | Hilmar Karlsson            |
| 1984  | Jóhann Hjartarson          |
| 1985  | Karl Thorsteins            |
| 1986  | Margeir Pétursson          |
| 1987  | Margeir Pétursson          |
| 1988  | Jón Arnason                |
| 1989  | Karl Thorsteins            |
| 1990  | Hédinn Steingrimsson       |
| 1991  | Helgi Ólafsson             |
| 1992  | Helgi Ólafsson             |
| 1993  | Helgi Ólafsson             |
| 1994  | Jóhann Hjartarson          |
| 1995  | Jóhann Hjartarson          |
| 1996  | Helgi Ólafsson             |
| 1997  | Jóhann Hjartarson          |
| 1998  | Hannes Stefánsson          |
| 1999  | Hannes Stefánsson          |
| 2000  | Jón Viktor Gunnarsson      |
| 2001  | Hannes Stefánsson          |
| 2002  | Hannes Stefánsson          |
| 2003  | Hannes Stefánsson          |
| 2004  | Hannes Stefánsson          |
| 2005  | Hannes Stefánsson          |
| 2006  | Hannes Stefánsson          |
| 2007  | Hannes Stefánsson          |
| 2008  | Hannes Stefánsson          |
| 2009  | Henrik Danielsen           |
| 2011  | Hédinn Steingrimsson       |
| 2012  | Bragi Thorfinnsson         |
| 2013  | Hannes Stefánsson          |
| 2014  | Guðmundur Kjartansson[3]   |
| 2015  | Hédinn Steingrimsson       |
| 2016  | Jóhann Hjartarson          |
| 2017  | Guðmundur Kjartansson      |
| 2018  | Helgi Äss Grétarsson       |
| 2019  | Hannes Stefánsson          |
| 2020  | Guðmundur Kjartansson      |
| 2021  | Hjövar Steinn Grëtarsson   |
| 2022  | Hjövar Steinn Grëtarsson   |
| 2023  | Guðmundur Kjartansson      |
| 2024  | Helgi Äss Grétarsson       |

## Quadre d'honor femení
| Any  | Guanyador                        |
| ---- | -------------------------------- |
| 1975 | Guðlaug Þorsteinsdóttir          |
| 1976 | Birna Niðdahl                    |
| 1977 | Ólöf Þráinsdóttir                |
| 1978 | Ólöf Þráinsdóttir                |
| 1979 | Áslaug Kristinsdóttir            |
| 1980 | Birna Niðdahl                    |
| 1981 | Sigurlaug Friðþjófsdóttir        |
| 1982 | Guðlaug Þorsteinsdóttir          |
| 1983 | Áslaug Kristinsdóttir            |
| 1984 | Ólöf Þráinsdóttir                |
| 1985 | Guðfrídur Lilja Gretarsdóttir    |
| 1986 | Guðfrídur Lilja Gretarsdóttir    |
| 1987 | Guðfrídur Lilja Gretarsdóttir    |
| 1988 | Guðfrídur Lilja Gretarsdóttir    |
| 1989 | Guðlaug Þorsteinsdóttir          |
| 1990 | Guðfrídur Lilja Gretarsdóttir    |
| 1991 | Guðfrídur Lilja Gretarsdóttir    |
| 1992 | Guðfrídur Lilja Gretarsdóttir    |
| 1993 | Guðfrídur Lilja Gretarsdóttir    |
| 1994 | Áslaug Kristinsdóttir            |
| 1995 | Ína Björg Árnadóttir             |
| 1996 | Anna Björg Þorgrímsdóttir        |
| 1997 | Guðfrídur Lilja Gretarsdóttir    |
| 1998 | Ingibjörg Edda Birgisdóttir      |
| 1999 | Ingibjörg Edda Birgisdóttir      |
| 2000 | Harpa Ingólfsdóttir              |
| 2001 | Guðfrídur Lilja Gretarsdóttir    |
| 2002 | Guðlaug Þorsteinsdóttir          |
| 2003 | Guðfrídur Lilja Gretarsdóttir    |
| 2004 | Harpa Ingólfsdóttir              |
| 2005 | Guðlaug Þorsteinsdóttir          |
| 2006 | Lenka Ptáčníková                 |
| 2007 | Guðlaug Þorsteinsdóttir          |
| 2008 | Hallgerður Helga Þorsteinsdóttir |
| 2009 | Lenka Ptáčníková                 |
| 2010 | Lenka Ptáčníková                 |
| 2011 | Elsa María Kristínardóttir       |
| 2012 | Lenka Ptáčníková                 |
| 2013 | Lenka Ptáčníková                 |
| 2014 | Lenka Ptáčníková[3]              |
| 2015 | Lenka Ptáčníková                 |
| 2016 | Lenka Ptäčníková                 |
| 2017 | Lenka Ptáčníková                 |
| 2018 | Lenka Ptáčniková                 |
| 2019 | Lenka Ptáčníková                 |
| 2020 | Lenka Ptáčniková                 |
| 2021 | Lenka Ptáčníková                 |
| 2022 | Lenka Ptáčniková                 |
| 2023 | Olga Prudnykova                  |
| 2024 | Olga Prudnykova                  |

## Campions d'escacs per correspondència d'Islàndia
1. Jón Pálsson - Kristján Guðmundsson (1974-1976)
2. Frank Herlufsen (1978-1980)
3. Hannes Ólafsson (1979-1981)
4. Ärni Stefánsson (1980-1982)
5. Jón Pálsson (1981-1983)
6. Haukur Kristjánsson (1982-1984)
7. Jón Þór (1983-1985)
8. Ingimar Halldórsson (1985-1987)
9. Jón Kristinsson (1985-1987)
10. Jón Kristinsson (1986-1988)
11. Árni Stefánsson (1987-1989)
12. Äskell Kárason (1988-1990)
13. Bjarni Magnússon - Jón Kristinsson (1989-1991)
14. Kristján Guðmunsson (1990-1992)
15. Kári Sólmundarson (1991-1993)
16. Magnús Gunnarsson - Baldur Fjölnisson (1992-1994)
17. Jón Kristinsson (1994-1996)
18. Vigfús Vigfússon (1997-1999)
19. Gísli Gutunlaugsson - Hördur Garðarsson (1998-2000)
20. Jóvas Jónasson (2002-2004)
21. Jóvas Jónasson (2006-2008)[4]
22. Ärni Kristjánsson (2010-2012)[5]